# Kryštof Kober z Koberšperku
Kryštof Kober z Koberšperku (též Kryštof starší Kober z Kobersberku či Kryštof Kobr z Koberštejna) († 21. června 1621 Praha) byl pražským měšťanem a dvorním úředníkem při české komoře, stařešina direktorů městského stavu.

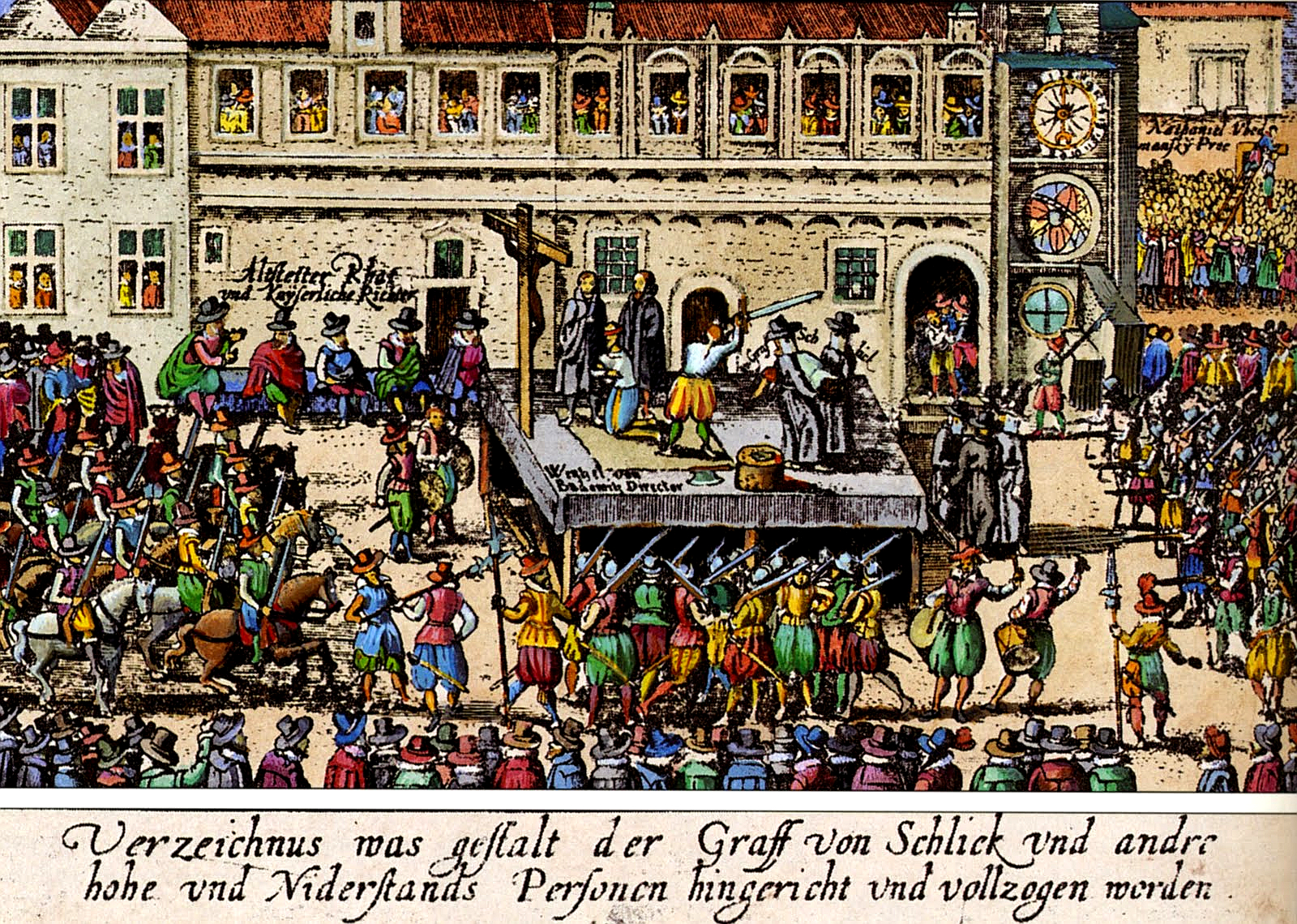
Poprava 27 českých pánů na Staroměstském náměstí

Roku 1609 byl zvolen defenzorem, v roce 1618 jedním z direktorů. 21. února 1621 jej uvěznili v malostranském vězení. Pro účast na českém stavovském povstání byl 21. června 1621 popraven na pražském Staroměstském náměstí. Jeho hlavu kat Jan Mydlář pověsil spolu s dalšími jedenácti hlavami na Staroměstské mostecké věži.